# Аллахвердиева, Миная Курбан кызы
Миная Курбан кызы Аллахвердиева (азерб. Minayə Qurban qızı Allahverdiyeva; род. 1948, Казахский район, Азербайджанская ССР) — советская азербайджанская ткачиха. Депутат Верховного Совета СССР 11-го созыва (1984—1989), народный депутат СССР (1989—1991).

## Биография
Родилась в 1948 году в селе Мусакей Казахского района Азербайджанской ССР (ныне село Ханлыклар).
В 1990 году окончила заочное отделение Азербайджанского технологического института.
С 1968 года — ткачиха ковровой фабрики «Зили» производственного объединения «Азерхалча», расположенной в Казахском районе республики. Достигала высоких результатов производительности труда, стабильно перевыполняла производственный план в 2 раза, внесла ряд рационализаторский предложений.
Активно участвовала в общественно-политической жизни Советского Союза. Избиралась депутатом Верховного Совета СССР 11-го созыва от Казахского избирательного округа № 208 Азербайджанской ССР, в 1989 году избрана народным депутатом СССР от этого же округа.
Проживает в родном селе Ханлыклар Казахского района.